# Downward Dog
Downward Dog – amerykański serial telewizyjny (komedia) wyprodukowany przez Mosaic Media Group, Animal Media Group, ABC Studios oraz Legendary Television, którego twórcami są Samm Hodges i Michael Killen. Serial był emitowany od 17 maja 2017 roku do 27 czerwca 2017 roku przez ABC

24 czerwca 2017 roku, stacja ABC ogłosiła anulowanie serialu po jednym sezonie

## Fabuła
Serial opowiada o życiu Nany, z perspektywy jej psa Martina.

## Obsada
- Allison Tolman jako Nan[4]
- Ned jako Martin, pies
- Samm Hodges jako głos Martina
- Lucas Neff jako Jason[5]
- Barry Rothbart jako Kevin[5]
- Kirby Howell-Baptiste jako Jenn[6]
- Maria Bamford jako głos Pepper

## Odcinki
| Sezon | Sezon | Odcinki | Oryginalna emisja | Oryginalna emisja | Oryginalna emisja | Oryginalna emisja | Oryginalna emisja |
| Sezon | Sezon | Odcinki | Premiera sezonu   | Finał sezonu      | Premiera sezonu   | Finał sezonu      |                   |
| ----- | ----- | ------- | ----------------- | ----------------- | ----------------- | ----------------- | ----------------- |
|       | 1     | 8       | 17 maja 2017      | 27 czerwca 2017   | —                 | —                 |                   |

### Sezon 1 (2017)
| # | Tytuł                          | Reżyseria        | Scenariusz                   | Premiera ABC    | Premiera     |
| - | ------------------------------ | ---------------- | ---------------------------- | --------------- | ------------ |
| 1 | Pilot                          | Michael Killen   | Samm Hodges & Michael Killen | 17 maja 2017    | nieemitowany |
| 2 | Boundaries                     | Michael Killen   | Samm Hodges                  | 23 maja 2017    | nieemitowany |
| 3 | Loyalty                        | Michael Killen   | Samm Hodges                  | 30 maja 2017    | nieemitowany |
| 4 | The Full Package               | John Fortenberry | Daisy Gardner                | 6 czerwca 2017  | nieemitowany |
| 5 | Trashed                        | John Fortenberry | Morgan Murphy                | 13 czerwca 2017 | nieemitowany |
| 6 | Old                            | Paul Murphy      | Annabel Oakes                | 20 czerwca 2017 | nieemitowany |
| 7 | Getting What You Always Wanted | Paul Murphy      | Laura Kittrell               | 27 czerwca 2017 | nieemitowany |
| 8 | Getting Lost                   | Michael Killen   | Kat Likkel, John Hoberg      | 27 czerwca 2017 | nieemitowany |

## Produkcja
W listopadzie 2015 roku, ogłoszono, że główne role w serialu zagra Allison Tolman.
W tym samym miesiącu poinformowano, że do obsady dołączyli: Lucas Neff jako Jason oraz Barry Rothbart jako Kevin
Na początku grudnia 2015 roku, podano, że Kirby Howell-Baptiste otrzymała rolę Jenny.
13 maja 2016 roku stacja ABC zamówiła pierwszy sezon serialu na sezon telewizyjny 2016/17.